# UFC Fight Night: Hermansson vs. Weidman
UFC Fight Night: Hermansson vs. Weidman fue un evento planeado de artes marciales mixtas producido por Ultimate Fighting Championship originalmente planeado para tener lugar el 2 de mayo de 2020 en el Chesapeake Energy Arena en Oklahoma City, Oklahoma, Estados Unidos. Debido a la pandemia de COVID-19, el presidente de la UFC, Dana White, anunció el 9 de abril que, a partir de UFC 249, todos los eventos futuros se posponían indefinidamente. El evento se canceló oficialmente el 20 de abril.

## Antecedentes
El evento sería el tercero que la promoción disputa en Oklahoma City, tras UFC Fight Night: Diaz vs. Guillard en septiembre de 2009 y UFC Fight Night: Chiesa vs. Lee en junio de 2017.
El combate de peso medio entre el ex Campeón de Peso Medio de la UFC, Chris Weidman, y Jack Hermansson había sido programado como cabeza de cartel del evento.
Estaba previsto un combate de Peso Gallo Femenino entre Sarah Alpar y Duda Santana. Sin embargo, Santana fue retirada del evento por razones no reveladas y sustituida por Vanessa Melo.
Se esperaba un combate de peso gallo femenino entre Julia Avila y Karol Rosa en UFC Fight Night: Overeem vs. Harris. Sin embargo, el evento se canceló debido a la pandemia de COVID-19. El emparejamiento fue reprogramado para este evento.
Debido a las restricciones de viaje relacionadas con la pandemia del COVID-19, algunas luchadoras brasileñas no pudieron competir por problemas de visa en la fecha original: Marina Rodriguez (que debía enfrentarse a la ex aspirante al Campeonato Femenino de Peso Paja de la UFC, Cláudia Gadelha) y Vanessa Melo (que debía sustituir a Santana contra Alpar).

## Cartelera cancelada
1. ↑  Trasladado al nuevo UFC Fight Night: Smith vs. Teixeira.
2. ↑  Trasladado a UFC 249
3. ↑  Trasladado a UFC 250
4. ↑  Trasladado a UFC Fight Night: Brunson vs. Shahbazyan.
5. ↑  Trasladado a UFC Fight Night: Smith vs. Rakić.
6. ↑  Dober se reservó más tarde para enfrentarse a Alexander Hernández en el nuevo UFC Fight Night: Smith vs. Teixeira.
7. ↑  Barboza se enfrentará más tarde a Dan Ige en UFC on ESPN: Overeem vs. Harris.
8. ↑  Trasladado a UFC on ESPN: Eye vs. Calvillo.